# 조재혁
조재혁(1975년 8월 7일 ~ )은 대한민국의 배우이다.
1995년 KBS 드라마에 첫 출연 후 1998년 MBC 27기 공채 탤런트로 정식 데뷔하였다.

## 학력
- 용산고등학교 졸업
- 서울예술대학교 연극영화학과 졸업

## 출연작

### TV드라마
- 2008년 MBC 아침드라마 《하얀 거짓말》
- 2008년 MBC 아침드라마 《흔들리지마》
- 2007년 MBC 월화드라마 《커피프린스 1호점》
- 2006년 MBC 주말특별기획드라마 《불꽃놀이》
- 2005년 MBC 수목드라마 《영재의 전성시대》
- 2004년 MBC 월화특별기획드라마 《영웅시대》
- 2003년 SBS 일일연속극 《흥부네 박터졌네》
- 2003년 MBC 월화드라마 《다모》
- 2002년 MBC 주말연속극 《맹가네 전성시대》
- 2002년 MBC 월화 미니시리즈 《내 사랑 팥쥐》
- 2002년 MBC 아침드라마 《황금마차》
- 2002년 MBC 수목 미니시리즈 《로망스》
- 2002년 MBC 주말연속극 《그대를 알고부터》
- 2002년 MBC 월화 미니시리즈 《위기의 남자》
- 2002년 MBC 일요아침드라마 《사랑을 예약하세요》
- 2002년 MBC 아침드라마 《내 이름은 공주》
- 2002년 MBC 수목 미니시리즈 《그 햇살이 나에게》
- 2001년 MBC 수목 미니시리즈 《가을에 만난 남자》
- 2001년 MBC 일일시트콤 《뉴 논스톱》
- 2001년 MBC 일일연속극 《결혼의 법칙》
- 2001년 MBC 일요아침드라마 《어쩌면 좋아》
- 2000년 MBC 수목 미니시리즈 《황금시대》
- 2000년 MBC 월화 미니시리즈 《뜨거운 것이 좋아》
- 2000년 MBC 주말연속극 《사랑은 아무나 하나》
- 2000년 MBC 수목 미니시리즈 《이브의 모든 것》
- 2000년 MBC 수목 미니시리즈 《나쁜 친구들》
- 1999년 MBC 일일시트콤 《점프》
- 1999년 MBC 일일연속극 《날마다 행복해》
- 1999년 MBC 아침드라마 《아름다운 선택》
- 1999년 MBC 월화드라마 《왕초》
- 1999년 MBC 일일연속극 《하나뿐인 당신》
- 1999년 MBC 일일시트콤 《남자 셋 여자 셋》
- 1999년 MBC 월화 미니시리즈 《흐르는 것이 세월뿐이랴》
- 1999년 MBC 일요아침드라마 《사랑밖엔 난 몰라》
- 1998년 MBC 수목 미니시리즈 《해바라기》
- 1998년 MBC 주말연속극 《사랑과 성공》
- 1998년 MBC 일요아침드라마 《사랑밖엔 난 몰라》
- 1995년 KBS2 미니시리즈 《갈채》

## 광고
- 리바트가구
- 현대증권
- 현대건설